# Epidendrum pseudosarcoglottis
Epidendrum pseudosarcoglottis är en orkidéart som beskrevs av Eric Hágsater och Dodson. Epidendrum pseudosarcoglottis ingår i släktet Epidendrum och familjen orkidéer. Inga underarter finns listade i Catalogue of Life.